# Stenhelia inopinata
Stenhelia inopinata är en kräftdjursart som först beskrevs av A. Scott 1902.  Stenhelia inopinata ingår i släktet Stenhelia och familjen Diosaccidae. Inga underarter finns listade i Catalogue of Life.